# Habsburg Károly József főherceg
Habsburg Károly József (ismert még mint Ausztriai Károly József főherceg, németül: Erzherzog Karl Joseph von Österreich; Bécs, Német-római Birodalom, 1649. augusztus 7. – Linz, Német-római Birodalom, 1664. január 27.), a Habsburg-házból származó osztrák főherceg, III. Ferdinánd német-római császár és Habsburg–Tiroli Mária Leopoldina főhercegnő egyetlen gyermeke, aki a Német Lovagrend 47. nagymestere 1662-től, valamint Olmütz, Passau és Boroszló püspöke 1663-tól 1664-es haláláig.

## Származása
Károly József főherceg 1649. augusztus 7-én született Bécsben, a Habsburg-ház osztrák ágának tagjaként. Apja III. Ferdinánd német-római császár és magyar király, aki II. Ferdinánd császár és király és Bajorországi Mária Anna hercegnő fia volt. Apai nagyapai dédszülei II. Stájer Károly osztrák főherceg és Bajorországi Mária Anna főhercegné (V. Nagylelkű Albert bajor herceg leánya), míg apai nagyanyai dédszülei V. Jámbor Vilmos bajor herceg és Lotaringiai Renáta (I. Ferenc lotaringiai herceg leánya) voltak.
Édesanyja a Habsburg-ház tiroli ágából származó Mária Leopoldina főhercegnő, V. Lipót osztrák főherceg és Claudia de’ Medici leánya volt. Anyai nagyapai dédszülei szintén II. Stájer Károly főherceg és Bajorországi Mária Anna hercegnő, míg anyai nagyanyai dédszülei I. Ferdinando de’ Medici toscanai nagyherceg és Lotaringiai Krisztina hercegnő (III. Károly lotaringiai herceg leánya) voltak. Szülei közeli rokoni kapcsolatban álltak, első-unokatestvérek voltak.
Károly József főherceg volt szülei egyetlen gyermeke. Apja háromszor házasodott, Mária Leopoldina főhercegnő volt második hitvese. Első házasságából Habsburg Mária Anna spanyol infánsnőtől hat, míg harmadik házasságából Gonzaga Eleonóra mantovai hercegnőtől négy gyermeke született. A főherceg felnőttkort megért féltestvérei között olyan magas rangú személyek vannak, mint IV. Ferdinánd német, magyar és cseh király; Mária Anna főhercegnő, aki IV. Nagy Fülöp spanyol király felesége lett; a későbbi I. Lipót német-római császár; valamint Eleonóra főhercegnő, előbb Wiśniowiecki Mihály lengyel király majd V. Károly lotaringiai herceg hitvese; és Mária Anna Jozefa főhercegnő, János Vilmos pfalzi választófejedelem felesége.